# Gérald Dondon
Gérald Dondon (Fort-de-France, 4 ottobre 1986) è un calciatore francese, difensore del Club Colonial e della Nazionale martinicana.

## Carriera

### Club
Comincia a giocare all'Olympique Marin. Nel 2006 si trasferisce al Golden Star. Nel 2010 passa al Case Pilote. Nel 2011 torna al Golden Star. Nel 2013 si accasa al Rivière-Pilote. Nel 2014 viene acquistato dal Club Colonial.

### Nazionale
Ha debuttato in Nazionale il 15 settembre 2008, in Martinica-Saint Vincent e Grenadine (3-0). Ha messo a segno la sua prima rete con la maglia della Nazionale il 5 settembre 2012, in Martinica-Isole Vergini britanniche (16-0). Nel 2017 viene inserito nella lista dei convocati per la Gold Cup 2017.